# Jakob Dusek
Jakob Dusek (Sankt Pölten, 19 novembre 1996) è uno snowboarder austriaco, campione mondiale nello snowboard cross a Bakuriani 2023.

## Biografia
Originario di Sankt Pölten e specializzato nello snowboard cross, Jakob Dusek ha esordito a livello internazionale il 4 marzo 2012 in Coppa Europa di snowboard a Saalbach, classificandosi 113º. Il 12 dicembre 2015 ha debuttato in Coppa del Mondo, giungendo 48º a Montafon. A Big White, il 26 gennaio 2020 ha ottenuto il suo primo podio nel massimo circuito, chiudendo al secondo posto nella gara vinta dall'Italiano Lorenzo Sommariva. Il 16 dicembre 2021 ha ottenuto la sua prima vittoria nella stessa manifestazione, imponendosi a Cervinia. Ai Campionati mondiali di snowboard 2023 ha conquistato l'oro nella gara individuale e l'argento in quella a squadre. 

## Palmarès

### Mondiali
- 2 medaglie:
  - 1 oro (snowboard cross a Bakuriani 2023)
  - 1 argento (snowboard cross a squadre a Bakuriani 2023)

### Coppa del Mondo
- Miglior piazzamento nella Coppa del Mondo di snowboard cross: 3° nel 2022 e nel 2025
- 10 podi:
  - 4 vittorie
  - 6 secondi posti

#### Coppa del Mondo - vittorie
| Data             | Località         | Paese   | Specialità |
| ---------------- | ---------------- | ------- | ---------- |
| 18 dicembre 2021 | Cervinia         | Italia  | SBX        |
| 14 dicembre 2024 | Cervinia         | Italia  | SBX        |
| 8 marzo 2025     | Gudauri          | Georgia | SBX        |
| 5 aprile 2025    | Mont-Sainte-Anne | Canada  | SBX        |

Legenda:

SBX = snowboard cross